# 이기하 (만화가)
이기하는 대한민국의 만화가이다.

## 작품
- 제 36회 대원수퍼만화대상 입선 Poker Face (2010)
- 단편 Hidden Love Trick or Treat (2010)
- 장편 레이디 디텍티브 (2010, 글 : 전혜진_(판타지_작가))
- 장편 지독하게 끌어안고 지독하게 키스하고 (2014)